# Guillermo Gavotti
Guillermo Gavotti (Buenos Aires, 15 de noviembre de 1989) es un exjugador de básquetbol argentino que actuaba en la posición de alero.

## Trayectoria
Gavotti comenzó a jugar al básquetbol en el Club Ciudad de Buenos Aires, pasando luego por las filas de River Plate y del ICD Pedro Echagüe.
Hizo su debut como profesional en la temporada 2007-08 de la TNA jugando en la fusión creada por el ICD Pedro Echagüe y Ciudad de Saladillo.   
En agosto de 2008 fue transferido a Independiente de Neuquén para ocupar uno de los puestos en el equipo reservado a jugadores juveniles. Con la desafiliación del equipo del TNA en enero de 2010, Gavotti regresó a Buenos Aires, donde, luego de jugar un semestre en la división local para Huracán de San Justo, terminaría por unirse a Velez para jugar en la Liga B.
En 2013 fichó con San Lorenzo para disputar el Torneo Federal de Básquetbol, y al año siguiente regresó al TNA de la mano de Unión de Santa Fe. Tras finalizar el campeonato participó del torneo Red Bull King of the Rock.
En 2016 volvió a Ciudad de Buenos Aires para disputar el Torneo Pre Federal de FEBAMBA, y luego se unió a River Plate como refuerzo para la temporada 2016-17 del TFB. Al culminar la competición, renovó su contrato por dos años más con el club bonaerense.
Su última experiencia como profesional fue jugando para Zárate Básket en la inconclusa temporada 2019-20 del TFB.

### Clubes
| Club                     | País      | Año         |
| ------------------------ | --------- | ----------- |
| ICD Pedro Echagüe        | Argentina | 2007 - 2009 |
| Independiente de Neuquén | Argentina | 2009        |
| Huracán de San Justo     | Argentina | 2010        |
| Velez                    | Argentina | 2010 - 2013 |
| San Lorenzo              | Argentina | 2013 - 2014 |
| Unión                    | Argentina | 2014 - 2015 |
| Ciudad de Buenos Aires   | Argentina | 2016        |
| River Plate              | Argentina | 2016 - 2019 |
| Zárate Basket            | Argentina | 2019 - 2020 |